# Mario Fuchs
Mario Fuchs (ur. 9 sierpnia 1976) – austriacki snowboardzista. Zajął 7. miejsce w snowcrossie na igrzyskach olimpijskich w Vancouver. Jego najlepszym wynikiem na mistrzostwach świata w snowboardzie było 6. miejsce w snowcrossie na mistrzostwach w Arosa. Najlepsze wyniki w Pucharze Świata w snowboardzie osiągnął w sezonie 2007/2008, kiedy to zajął 15. miejsce w klasyfikacji generalnej, a w klasyfikacji snowcrossu był trzeci.

## Sukcesy

### Igrzyska olimpijskie
| Miejsce | Dzień     | Rok  | Miejscowość | Konkurencja | Zwycięzca    |
| ------- | --------- | ---- | ----------- | ----------- | ------------ |
| 30.     | 16 lutego | 2006 | Turyn       | Snowcross   | Seth Wescott |
| 7.      | 15 lutego | 2010 | Vancouver   | Snowcross   | Seth Wescott |

### Mistrzostwa Świata
| Miejsce | Dzień       | Rok  | Miejscowość | Konkurencja    | Zwycięzca        |
| ------- | ----------- | ---- | ----------- | -------------- | ---------------- |
| 27.     | 16 stycznia | 2005 | Whistler    | Snowboardcross | Seth Wescott     |
| 6.      | 14 stycznia | 2007 | Arosa       | Snowboardcross | Xavier de Le Rue |
| 12.     | 18 stycznia | 2009 | Kangwŏn     | Snowboardcross | Markus Schairer  |

### Puchar Świata

#### Miejsca w klasyfikacji generalnej
- 2002/2003 - -
- 2003/2004 - -
- 2004/2005 - -
- 2005/2006 - 26.
- 2006/2007 - 99.
- 2007/2008 - 15.
- 2008/2009 - 73.
- 2009/2010 - 32.

#### Miejsca na podium
1. Badgastein – 4 lutego 2003 (Snowcross) - 3. miejsce
2. Valle Nevado – 17 września 2004 (Snowcross) - 3. miejsce
3. Nassfeld – 15 grudnia 2004 (Snowcross) - 3. miejsce
4. Badgastein – 5 stycznia 2006 (Snowcross) - 1. miejsce
5. Badgastein – 13 stycznia 2008 (Snowcross) - 1. miejsce
6. Leysin – 1 lutego 2008 (Snowcross) - 1. miejsce
7. Badgastein – 10 stycznia 2010 (Snowcross) - 3. miejsce
8. Valmalenco – 12 marca 2010 (Snowcross) - 2. miejsce

- W sumie 3 zwycięstwa, 1 drugie i 4 trzecie miejsca.